# Verne (Adelsgeschlecht)

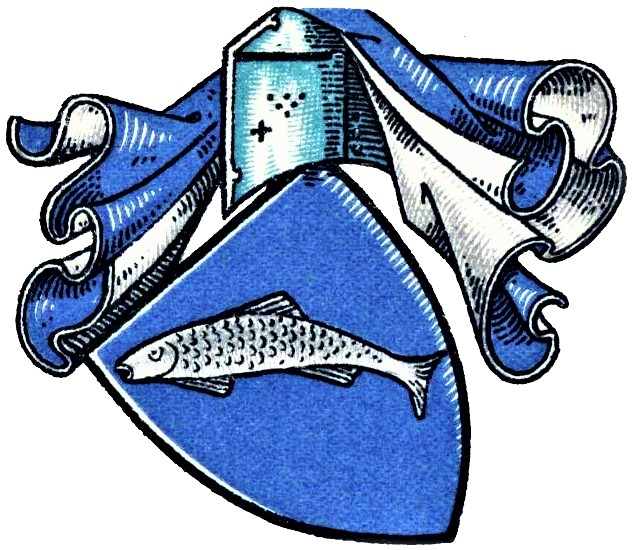
Wappen derer von Verne (Vernde) im Wappenbuch des Westfälischen Adels

Verne (auch: Vernde, Vernede, Virne o. ä.) ist der Name eines westfälischen Adelsgeschlechts.

## Geschichte
Der Stammsitz des Geschlechts lag im Hochstift Paderborn auf dem 1843 abgetragenen Eulenknapp in der Nähe der Brünnekenkapelle. Sie waren Ministeriale der Bischöfe von Paderborn und Bürgmänner zu Kamen. Schon 1277 erscheint ein Willekinis de Vernede, miles als Bürge für Albert von Störmede. 1344 wird ein Wilhelm von Verne erwähnt und 1370 ein Johann von Verne. Wohl derselbe Johann von Verne besiegelte 1372 eine Urkunde vor dem Richter von Salzkotten. Conradus de Verende wurde 1388 mit einer Manse zu Störmede und einer Manse zu Langeneicke, beides Arnsberger Lehen, sowie einer Manse zu Stockheim und einer zu Störmede, beides Kölner Lehen, belehnt. Johannes de Verne empfing 1392 den Hof Eyginchusen, ein Arnsberger Lehen. Zuvor hatten diesen Hof Wilhelm und Stephan von Verne zum Lehen getragen. Ferner hatte Wilhelm von Verne eine Hufe zu Holthausen bei Geseke als Ministerialengut. Conradus de Vyrne empfing 1412 zwei Mansen zu Störmede und Langeneyke und zwei Mansen zu Störmede und Stockheim, erstere Arnsberger Lehen, letztere Kölner Lehen. Stephan von Verne besaß ferner das Arnsberger Lehen Hof Teginchusen. 1426 besiegelte Lubbert von Verne den Verbund der märkischen Ritterschaft. Junker Wilhelm von Verne belehnte 1457 einen Bürger zu Geseke.
Spätestens im 16. Jahrhundert, vermutlich 1575 mit dem Tod des Münsteraner Domvikars Ulrich Verne, starben die Herren von Verne aus. Ein Großteil ihrer Güter fiel an die Herren von Krevet.

## Wappen
Blasonierung: In Blau eine schrägrechts gestellte, oben etwas gebogene silberne Forelle. Die Helmdecken sind blau-silbern. Die Helmzier ist nicht überliefert.